# آنا ديفيد
آنا ديفيد (بالدنماركية: Anna David)‏ هي مغنية وممثلة دانمركية، ولدت في 2 ديسمبر 1984 في الدنمارك.

## أعمال

### أفلام
- (2000) راقصة في الظلام[3][4][5][6]

## وصلات خارجية
- آنا ديفيد على موقع IMDb (الإنجليزية)
- آنا ديفيد على موقع ميوزك برينز (الإنجليزية)
- آنا ديفيد على موقع قاعدة بيانات الأفلام السويدية (السويدية)
- آنا ديفيد على موقع أول ميوزيك (الإنجليزية)
- آنا ديفيد على موقع ديسكوغز (الإنجليزية)
- آنا ديفيد على موقع كينوبويسك (الروسية)